# Моя скъпа Клементин
„Моя скъпа Клементин“ (на английски: My Darling Clementine) е американски уестърн, излязъл по екраните през 1946 година, режисиран от Джон Форд с участието на Хенри Фонда в главната роля. 

## Сюжет
Внимание:  Текстът по-долу разкрива сюжета на произведението (или части от него)!
През 1882 г. (една година след действителната престрелка в О.К. Корал на 26 октомври 1881 г.) Уайът, Морган, Върджил и Джеймс Ърп карат добитък към Калифорния, когато срещат стареца Клантън и неговите синове. Клантън предлага да купи стадото им, но те категорично отказват да продават. Когато Ърп научават за близкия процъфтяващ град Тумбстоун, по-големите братя отиват в града, оставяйки най-малкия Джеймс като пазач на стадото. Тройката скоро научава, че Тумбстоун е беззаконен град без маршал. Уайът се оказва единственият човек в града, готов да се изправи срещу пиян индианец, който стреля по жителите на града. Когато братята се връщат в лагера си, намират Джеймс убит, а добитъкът е откраднат.
Уайът се връща в Тумбстоун. В стремежа си да отмъсти за убийството на Джеймс той заема свободната позиция на градски шериф и се сблъсква няколко пъти с избухливия Док Холидей и бандата на Клантън. През това време Клементин Картър, бившата любов на Док от родния му град Бостън, пристига след дълго търсене на своя любим. Тя получава стая в същия хотел, където живеят Уайът и Док Холидей.
Чихуахуа, избухливата латиноамериканска любов на Док, пее в местния салон. Тя се сблъсква с Уайът, който се опитва да победи професионален комарджия на покер, като издава картите му, в резултат на което Уайат я потапя в коритото с вода за конете. Док, който страда тежко от туберкулоза и е избягал от Клементин преди това, е недоволен от пристигането ѝ; той ѝ казва да се върне в Бостън или той ще напусне Тумбстоун. Клементин остава, така че Док заминава за Тусон, Аризона. Уайът харесва Клементин още от пристигането ѝ, започва неловко да я ухажва. Ядосан заради прибързаното бягство на Док, Чихуахуа започва спор със съперницата си Клементин. Уайът влиза в спора им и го прекъсва. Той забелязва, че Чихуахуа носи сребърен кръст, който е бил взет от убития му брат Джеймс в нощта. Тя твърди, че Док ѝ го е подарил.
Уайът преследва Док, с когото е имал изпитателна връзка. Док предизвиква престрелка завършила, Уайът стреля в ръката на Док. Двамата се връщат в Тумбстоун, където след разпит Чихуахуа разкрива, че сребърният кръст всъщност ѝ е даден от Били Клантън. По време на разпита Били застрелва Чихуахуа през прозореца и побягва на кон, но е ранен от Уайът. Уайът насочва брат си Върджил да го преследва. Преследването води до чифлика на Клантън, където Били умира от раните си. Тогава старецът Клантън хладнокръвно застрелва Върджил Ърп в гърба.
В града Док Холидей е убеден да оперира Чихуахуа, за да оцелее. Има надежда за нейното успешно възстановяване. Клантън пристигат в града, хвърлят тялото на Върджил на улицата и обявяват, че ще чакат останалите Ърп в O.K. Корал.
Чихуахуа умира и Док решава да се присъедини към Ърп. Следва престрелка, в която всички Клантънови са убити, както и Док.
Уайът и Морган подават оставка като служители на закона. Морган се отправя на запад с кон и каруца. Уайът се сбогува с Клементин в къщата на училището, като ѝ обещава, че ако някога се върне, ще я потърси. Възседнал коня си, той разсъждава на глас „Госпожо, наистина харесвам това име... Клементин“ и язди, за да се присъедини към брат си.

## В ролите
| Актьор        | Роля                               |
| ------------- | ---------------------------------- |
| Хенри Фонда   | Уайът Ърп                          |
| Виктор Матюр  | Док Холидей                        |
| Линда Дарнел  | Чихуахуа                           |
| Уолтър Бренан | Нюман Хейнс Клантън                |
| Кати Даунс    | Клементин Картър                   |
| Тим Холт      | Върджил Ърп                        |
| Уорд Бонд     | Моргън Ърп                         |
| Дон Гарнър    | Джеймс Ърп                         |
| Грант Уидърс  | Айк Клантън                        |
| Джон Айрланд  | Били Клантън                       |
| Алън Моубрей  | Гранвил Торндайк, театрален актьор |
| Джейн Даруел  | Кейт Нелсън                        |